# Justicia alainii
Justicia alainii är en akantusväxtart som beskrevs av William Thomas Stearn. Justicia alainii ingår i släktet Justicia och familjen akantusväxter. Inga underarter finns listade i Catalogue of Life.